# Sahīh al-Buchārī

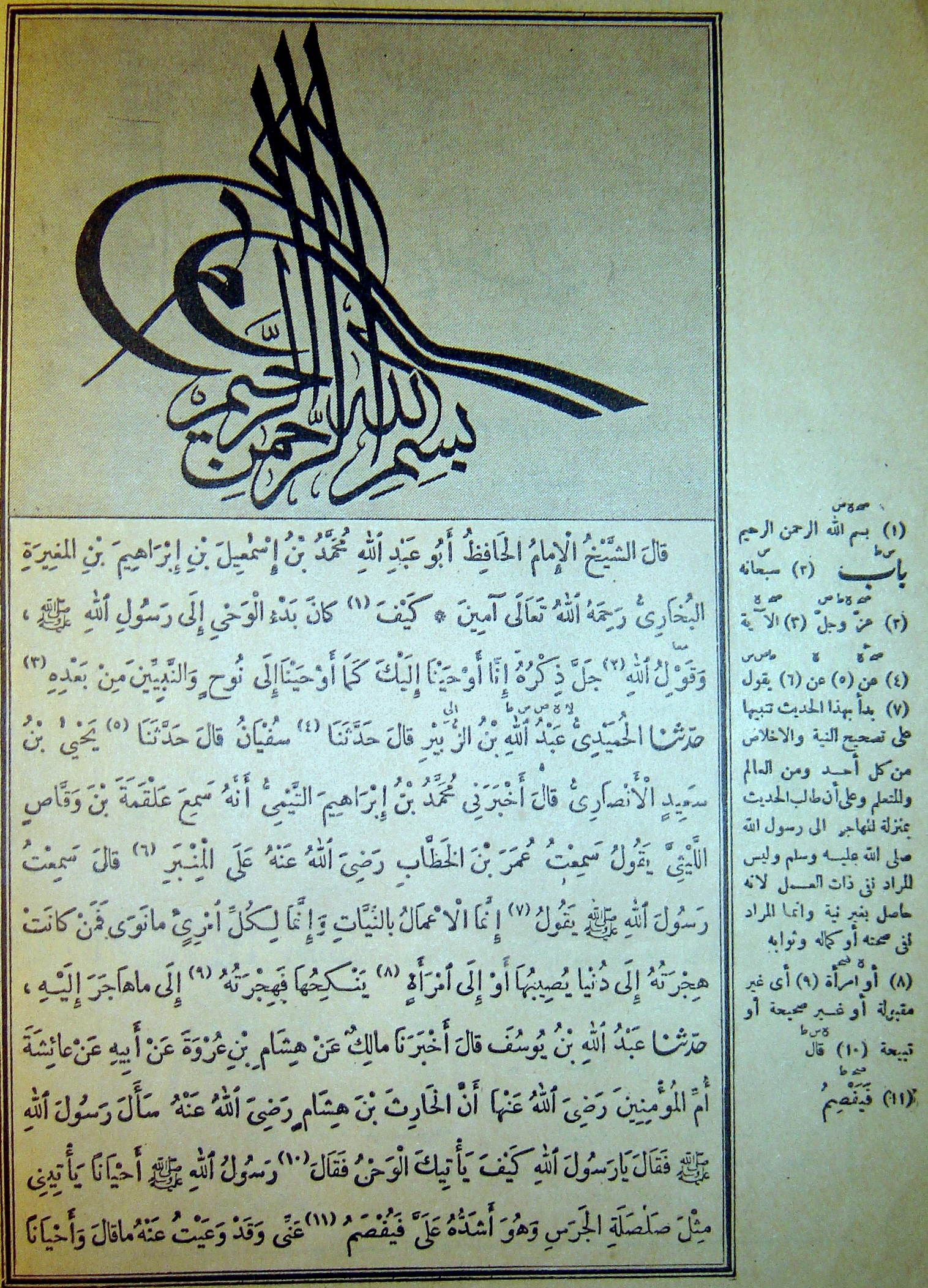
Anfang des Ṣaḥīḥ al-Buchārī in der Ausgabe Bulaq (1893–1894) mit Randvermerken von al-Yunini

Sahīh al-Buchārī (arabisch صحيح البخاري, DMG Ṣaḥīḥ al-Buḫārī) ist der geläufige Name einer Sammlung von Hadithen, die auf den islamischen Gelehrten aus Transoxanien Muḥammad ibn Ismāʿīl al-Buchārī (gest. 870) zurückgeht. Der korrekte Werktitel ist al-Dschāmiʿ as-sahīh / الجامع الصحيح / al-Ǧāmiʿ aṣ-ṣaḥīḥ / ‚Das umfassende Gesunde‘. Das Werk steht an erster Stelle der kanonischen sechs Hadith-Sammlungen und genießt bis heute im sunnitischen Islam höchste Wertschätzung. Hinsichtlich seiner Autorität und Heiligkeit steht es hier direkt hinter dem Koran.
Al-Buchārī soll an seinem Ṣaḥīḥ sechzehn Jahre gearbeitet haben. Angeblich suchte er aus 600.000 Hadithen rund 2.800 – ohne Wiederholungen im Werk – nach den strengsten Kriterien der islamischen Traditionskritik aus, um sie als Sahīh in seine Sammlung aufzunehmen. Das Hauptziel des Werkes war, allen Themenbereichen der islamischen Jurisprudenz durch authentische Hadithe eine Stütze zu verschaffen und dem Leser die Möglichkeit zu bieten, widerstreitende Thesen der Rechtsschulen durch die Hadithbelege zu klären.

## Aufbau
Der Ṣaḥīḥ al-Buchārī enthält 97 Bücher, die vom vierten Kapitel an entsprechend dem Aufbau der Fiqh-Bücher thematisch geordnet sind (musannaf) und das traditionelle religiöse Weltbild seiner Zeit reflektieren. In den ersten drei Kapiteln werden andere Themenbereiche abgehandelt: Beginn der Offenbarung, Fragen des Glaubens und die Vorzüge der Wissenschaft. Sie beinhalten auch Traditionen über die Koranexegese, über gute Sitten und Traumdeutung, über die Bürgerkriege, über die Vorzüge von Mohammeds Gefährten und über die Lehre vom Tauhīd. Al-Buchārī ergänzt die Hadithe nicht selten mit seinen eigenen Glossen, die indes, nach den strengen Regeln der Hadith-Literatur, vom Wortlaut des Hadith getrennt sind, um die Inhalte etymologisch, syntaktisch und lexikalisch zu erörtern.

## Textgeschichte
Der Sahīh wurde im 9. und 10. Jahrhundert in den Gelehrtenzirkeln vor allem durch vier bekannte Überlieferungsvarianten unterrichtet. Der Orientalist Alphonse Mingana hat in seiner Studie (1936) die Geschichte der Werküberlieferung vom islamischen Osten bis nach al-Andalus dargestellt.
Der im Jahre 1302 verstorbene ägyptische Gelehrte ʿAlī ibn Muhammad al-Yunīnī fertigte anhand der zuverlässigsten Abschriften – darunter war auch eine Abschrift von Ibn ʿAsākir – ein Exemplar an, das in der Folgezeit als die grundlegende Redaktion des Sahih betrachtet wurde. al-Yunīnī hat die Textvarianten und Interpolationen der von ihm verwendeten Abschriften in seinem Exemplar mit Akribie dokumentiert und dabei einen der bedeutendsten Grammatiker seiner Zeit Ibn Mālik († 1274) als Fachmann zu Rate gezogen. Auf das Exemplar von al-Yunīnī geht die bekannteste Druckausgabe des Sahīh, die at-tabʿa as-sultāniyya الطبعة السلطانية / aṭ-ṭabʿatu ʾs-sulṭāniyya aus dem Jahre 1893–1894 (Kairo, Bulaq) zurück, die von der Thesaurus Islamicus Foundation in Liechtenstein im Jahre 2001 in einer Faksimileausgabe neu aufgelegt wurde.

## Wirkungsgeschichte

### Verbreitung und Wertschätzung
Während das Buch bei Bucharis Zeitgenossen kein besonderes Ansehen unter den Hadith-Sammlungen genoss, wurde bald darauf im islamischen Osten sein überragender Rang anerkannt, und im 10. Jahrhundert wurde es zusammen mit dem gleichnamigen Werk von Muslim ibn al-Haddschādsch an die Spitze der sunnitischen Überlieferungen gestellt. Die Hadith-Sammlung verbreitete sich durch die von den unmittelbaren Schülern al-Buchārīs hergestellten Abschriften rasch.
Der Rezitation des Werkes wurde auch eine heilbringende Wirkung zugeschrieben. So rief zum Beispiel bei einer Pest in Kairo im Jahre 1388 der schafiitische Ober-Qādī eine Gruppe von Männern zur al-Azhar-Moschee, um den Ṣaḥīḥ al-Buchārī zu rezitieren und um Erlösung zu beten. Zwei Wochen später wurde eine zweite Lesung des Werks in der Ḥākimī-Moschee veranstaltet, und drei Tage später erfolgte eine dritte Lesung erneut in der Azhar-Moschee.
In Nordafrika und in al-Andalus fand das Werk erst in der zweiten Hälfte des 10. Jahrhunderts Erwähnung. In diesen Gebieten wurde ihm der „Sahīh“ von Muslim ibn al-Haddschādsch teilweise vorgezogen.

### Kommentare
Al-Buchārīs Ṣaḥīḥ ist sehr häufig kommentiert worden. Zu den bekanntesten Kommentaren gehören:
- Iʿlām as-sunan fī šarḥ Ṣaḥīḥ al-Buḫārī von Abū Sulaimān al-Chattābī (gest. 998)
- al-Kawākib ad-darārī fī šarḥ Ṣaḥīḥ al-Buḫārī von Muḥammad Ibn-Yūsuf al-Kirmānī (gest. 1384)
- Fatḥ al-bārī bi-šarḥ Ṣaḥīḥ al-Buḫārī von Ibn Hadschar al-ʿAsqalānī (gest. 1449)
- ʿUmdat al-qāri šarḥ Ṣaḥīḥ al-Buḫārī von Badr ad-Dīn Maḥmūd Ibn Aḥmad al-ʿAinī (gest. 1451)
- Iršād as-sārī ilā šarḥ Ṣaḥīḥ al-Buḫārī von Aḥmad Ibn Muḥammad al-Qasṭallānī (gest. 1517)

### Kritik
Spätere Generationen schrieben kritische Werke zum Sahīh. Man warf al-Buchārī unter anderem vor, juristische, historische und philologische Schriften seiner Vorgänger wahllos und undifferenziert übernommen zu haben. Etwa einem Viertel des Sahīh fehlen die vollständigen Isnade. Damit erweist sich al-Buchari – so Sezgin – „nicht als der Traditionsgelehrte, der, wie Leone Caetani (Annali dell'Islam I, 15) behauptet, den Isnad zur Vollkommenheit entwickelte, sondern als der erste, mit dem er in Verfall geriet.“ Die Kritik am Sahīh, einem Teil fehle die vollständigen Isnade, ist von sunnitischen Hadithwissenschaftlern wie Ibn al-Ṣalāḥ zurückgewiesen worden. Ibn al-Ṣalāḥ erklärte in seinem Werk Muqaddimah ibn al-Ṣalāḥ fī ‘Ulūm al-Ḥadīth die Gründe für die Abkürzung der Isnaden. Die arabische Übersetzung des Werkes von Fuat Sezgin enthält die obige Kritik am Ṣaḥīḥ nicht, während sie in der Teilübersetzung des ersten Bandes noch berücksichtigt wurde.

## Belege
1. ↑  Vgl. Ignaz Goldziher: Muhammedanische Studien. Bd. II., S. 254–255; 255, Anm. 1; Johann Fück (1938), S. 60: „Nächst dem Koran erfreut sich kein Werk im orthodoxen Islam einer solchen Wertschätzung, wie die unter dem Namen aṣ-Ṣaḥīḥ bekannte Traditionssammlung al-Buḫārīʾs. Ihr Studium nimmt im Lehrbetrieb der Madrasen eine beherrschende Stellung ein und ist mit einem ähnlichen Nimbus wie das des Korans umgeben […]“
2. ↑  Ignaz Goldziher: Muhammedanische Studien. Bd. II., Halle a.S. 1890, S. 237–238.
3. ↑  Alphonse Mingana: An Important Manuscript of the Traditions of Bukhāri. (sic)
4. ↑  Johann Fück, 1933, S. 79–82.
5. ↑  Johann Fück, 1938, S. 62ff.
6. ↑  Vgl. Jonathan Berkey: The Transmission of Knowledge in Medieval Cairo. A Social History of Islamic Education. New Jersey 1989, S. 211.
7. ↑  Rüdiger Lohlker, 2005, passim; Johann Fück, 1938, S. 70–72.
8. ↑  Encyclopédie de l'Islam. Nouvelle éd. Band 2. E. J. Brill, Leiden, S. 1336–1337 (französisch).
9. ↑  Fuat Sezgin: Geschichte des arabischen Schrifttums. Bd. 1, S. 116.
10. ↑  الزعم أن وجود المعلق في الصحيحين يشكك في صحتهما. In: bayanelislam.net. Abgerufen am 15. Oktober 2016 (arabisch).
11. ↑  Kairo. 1971, S. 307.
12. ↑  Muhammad Muhsin Khan (Übersetzer): The Translation of the Meanings of Sahih Al-Bukhari – Arabic-English (9 Volumes)

| Sahīh al-Buchārī (Alternativbezeichnungen des Lemmas) |
| ----------------------------------------------------- |
| Al-Jāmiʿ al-Ṣaḥīḥ ; Die authentische Sammlung         |